# Hydractinia arge
Hydractinia arge är en nässeldjursart som beskrevs av Clarke 1882. Hydractinia arge ingår i släktet Hydractinia och familjen Hydractiniidae. Inga underarter finns listade i Catalogue of Life.